# Hohe Sonne
Die Hohe Sonne ist ein Ausflugsziel im Süden Eisenachs im Wartburgkreis in Thüringen.

## Lage
Die Hohe Sonne befindet sich auf 434 m ü. NN im Naturschutzgebiet Wälder mit Schluchten zwischen Wartburg und Hohe Sonne direkt am Rennsteig im Nordwestlichen Thüringer Wald und ist über eine Vielzahl von Wanderwegen erreichbar. Die nächstgelegenen Erhebungen sind der Hirschstein (463,3 m ü. NN), der Gickelhahn (461 m ü. NN) und der Karthäuserberg (423,8 m ü. NN). Die Hohe Sonne erreicht man von der Wartburg über Sängerwiese und Drachenschlucht nach 4,7 km, vom Stadtzentrum über die Weinstraße mit dem Drachenstein nach 6,8 km.
Die Hohe Sonne liegt auf der Stadtgrenze Eisenachs zu den Gemarkungen der Dörfer Mosbach, Eckardtshausen und Wolfsburg-Unkeroda (Gemeinde Gerstungen). Das Hotel- und Imbissgelände gehört jedoch vollständig zur Gemarkung der Stadt.

## Geschichte
Die in der Umgebung anzutreffenden zahlreichen Hohlwege zeugen von den hier bereits im frühen Mittelalter durchführenden Altstraßen, wie die Weinstraße bzw. Fuldaer oder Nürnberger Straße, die aus dem Hörseltal kam und hier auf den Rennsteig traf. Die Straße, über die heute die Bundesstraße 19 verläuft, wurde bereits im 13. Jahrhundert am Ende des Frauentals aus dem Fels geschlagen, noch heute der Gehauene Stein genannt.
Die gesamte Umgebung war seit dem Mittelalter Jagdrevier der jeweiligen Herrscher, hiervon zeugt nicht zuletzt das Sühnekreuz Wilde Sau, errichtet wegen eines Jagdunfalls, bei dem ein kursächsischer Rat den Tod fand. Auf ihm ist die Jahreszahl 1483 zu lesen.
Zunächst wurde ein Jagdhaus errichtet, das wie wohl die Passhöhe selbst Hohes Kreuz hieß. 1741–1746 wurde das Jagdhaus im Auftrag Herzog Ernst August I. von Gottfried Heinrich Krohne durch ein Jagdschloss ersetzt, von dem sich der Name Hohe Sonne für den Ort ableiten soll, da das Dachtürmchen des Schlosses eine stilisierte schmiedeeiserne vergoldete Sonne abschloss. Das Schloss gehörte zum Netz von Jagd- und Lustschlössern, das um die Residenzstadt Eisenach errichtet wurde. Ernst August I. war es auch, der die alte Residenz in Eisenach abreisen ließ, ein neues Stadtschloss baute und fast alle Bauten der Eisenacher Herzöge umgestalten ließ.

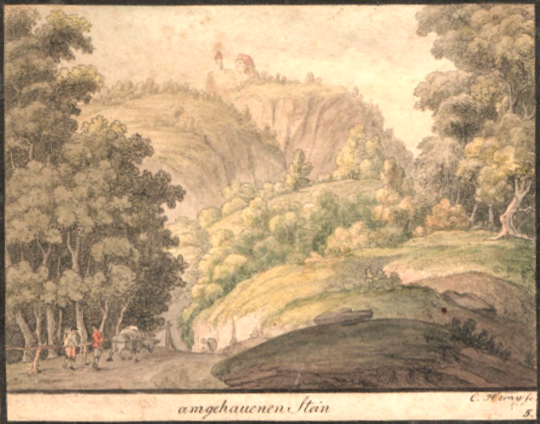
Blick von der Chaussee von Wilhelmsthal nach Eisenach auf den Gehauenen Stein (unten) und die Wartburg (vor dem Wiederaufbau durch Hugo von Ritgen ab 1853)

Zu Zeiten des im Bechtolsheimschen Palais in Eisenach residierenden sachsen-weimar-eisenachischen Kanzlers Christian August Thon wurde die Chaussee nach Wilhelmsthal ausgebaut, wovon eine kurz vor Wilhelmsthal an einer Felswand befestigte Gedenktafel zeugt: „Des WohLthaetJgen HersChers kraeftJges Wort Gab Den WanDerern hJer SJChere Strasse AVs Wüsten GebÜrgen.“, gemeint ist Herzog Carl August.
An der Stelle des bereits nach kurzer Zeit wieder niedergelegten Schlosses entstand 1899 ein dem Schloss teilweise nachgebildeter Hotelbau. Zu der Zeit noch vorhande Wirtschaftsgebäude waren im 19. Jh. als Wohnungen und Unterforstamt genutzt worden. Der Hotel- und Gaststättenbetrieb in dem (heute oft für das ehemalige Jagdschloss gehaltenen) Gebäude wurde 1985 wegen nicht zu behebender Bauschäden eingestellt. Gebäude und Grundstück wurden ab 1990 nacheinander Eigentum verschiedener Personen oder Firmen, die als Investoren auftraten. U.a. sollte auch eine Wanderherberge errichtet werden.
Die Stadt Eisenach hat im Februar 2024 den Abriss des noch existierenden Gebäuderestes genehmigt; dieser wurde im Mai 2025 vollzogen. Ein historisierender Hotelneubau an der Stelle des abgerissenen alten Gebäudes soll nur gebaut werden, wenn der Investor weitere Fördermittel in Millionenhöhe aus öffentlicher Hand erhält.

## Tourismus

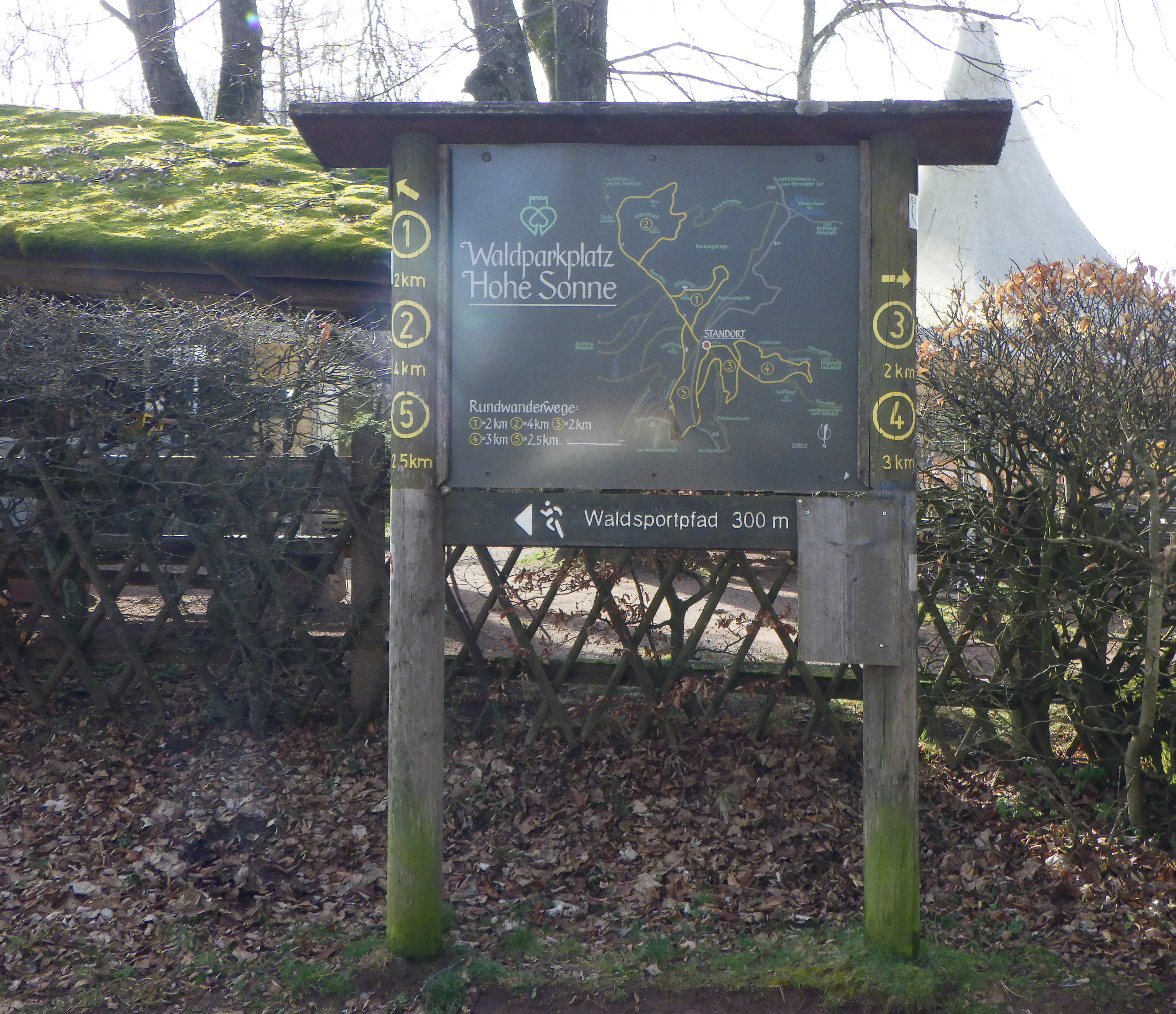
Karte mit gekennzeichneten Rundwanderwegen

Auf der Hohen Sonne gibt es einen Imbissstand mit Biergarten, eine Bushaltestelle und einen großen Parkplatz direkt an der hier den Rennsteig kreuzenden Bundesstraße 19. Die Hohe Sonne ist Ausgangs- und Endpunkt für eine Vielzahl von Wanderungen durch die reizvolle Landschaft, mit Aussichten ins Thüringer Land, etwa vom Großen Drachenstein oder Hirschstein. Die Stadt Eisenach hat mehrere Rundwanderwege angelegt und pflegt diese. Besonders beliebt ist der Wanderweg durch die Drachenschlucht, eine hohe Klamm.
Die Hohe Sonne liegt auch an verschiedenen Fernwanderwegen, so dem Rennsteig, dem Lulluspfad, dem Internationalen Bergwanderweg der Freundschaft Eisenach–Budapest oder auch dem Pummpälzweg von Eisenach nach Bad Salzungen. Über die Hohe Sonne führt auch der Supermarathon des GutsMuths-Rennsteiglaufs.